# Правова система Південно-Африканської Республіки
ПАР має «гібридну» або «змішану» правової систему, утворену переплетенням різних правових традицій: романо-германської системи, успадкованої від голландської, системи загального права, успадкованої від Великої Британії; системи звичаєвого права, успадкованої від корінних африканців (яку часто називають «африканським звичаєвим правом», з якого утворюється безліч варіацій залежно від племінного походження). Ці традиції утворюють складний взаємозв'язок. Вплив англійської системи найпомітніший в процедурних аспектах правової системи і методах прийняття рішення. Вплив романо-голландської системи найпомітніший у своїй основній сфері — приватному праві. За загальним правилом, Південна Африка дотримується англійського права в питаннях кримінального і цивільного процесу, корпоративного права, конституційного права і доказового права; у той час як романо-голландському загальному праву Південно-Африканська держава слідує в договірному праві, деліктному праві, праві статусу особи, речовому праві, сімейному праві та ін. До цього сплетіння додалася Конституція – тимчасова, прийнята на початку 1994 р., остаточна — у 1997 році.
Окрім самої ПАР, право Південної Африки, особливо її континентальні та загально-правові елементи, також формує основу права Ботсвани, Лесото, Намібії, Свазіленду і Зімбабве, що є результатом колонізації. Бечуаналенд (Лесото) прийняв право Капської колонії в 1884 році; Бечуаналенд (Ботсвана) і Південна Родезія (Зімбабве) прийняли його в 1891 році; Свазіленд прийняв право колонії Трансвааль в 1904 році; Південно- Західна Африка (Намібія) прийняла право Капської провінції в 1920 році, після її завоювання Південною Африкою.

## Судова система Південної Африки
Південно-Африканська судова система організована ієрархічно, і складається з (від нижчих до вищих органів): мирові суди; Високі суди; Верховний апеляційний суд-найвищий судовий орган з неконституційних питань; Конституційний Суд є вищим органом у конституційних питаннях. Конституційний Суд має остаточне право вирішувати, чи є питання конституційним чи ні. Деякі спеціалізовані суди також передбачені законодавством, для того, щоб уникнути відставання в інфраструктурі головного правового управління. Серед них суд Малих Претензій, який вирішує спори, пов'язані з невеликими грошовими сумами. Крім того, існують також африканські Корінні суди, які займаються виключно правами корінних народів.

## Історія права Південної Африки

### До 6 квітня 1652 року
Через відмову голландських, англійських і апартеїдного уряду записувати право доколоніальної південної частини Африки, існує брак інформації про право Південної Африки до її колонізації. Проте, нинішня Південно-Африканська правова система визнає його значимість, і воно було включене в загальну правову систему, воно функціонує в районних / місцевих судах там, де це необхідно.

### З 6 квітня 1652 до 1910 року
З висадкою голландців у Мисі Доброї Надії 6 квітня 1652 романо-голландська правова система почала тут активно поширюватися, що тривало до встановлення влади Південно-Африканського Союзу, як домініона Британської імперії, який було утворено 31 травня 1910. Проте і пізніше, навіть до сьогодні, у сферах, де британське право не було стоворене, романо-голландське право складає ту основу, до якої Південна Африка звертається у пошуках ясності у правових питаннях.

### 31 травня 1910 року до 1961 року
Починаючи з періоду «об'єднання» у домініон Британської імперії під назвою Південно-африканський Союз таких територій, як: Капська колонія, Натала, Трансвааль і Оранжева республіка у 1910 році, до формування на цих територіях Південно-африканської Республіки в 1961 році велика частина англійського права була інкорпорована або лягла в основу права Південної Африки. Однак не був сприйнятий суд присяжних, і на відміну від більшості країн, які запозичили систему британського загального права, рішення приймається суддею одноособово. Англійське право і романо-голландське право, які панували до цього періоду, утворюють основу права Південної Африки, до якої звертаються навіть зараз у пошуках ясності у правових питаннях і в випадках прогалин у праві.

## Конкретні області права
- Агентське право
- Конституційне право
- Кримінальне право
- Договірне право
- Право з питань банкрутства
- Деліктне право
- Право власності
- Корпоративне право
- Трудове право
- Авторське право
- Патентне право
- Сімейне право
- Звичаєве право
- Право про статус осіб
- Спадкове право
- Цивільний процес
- Кримінальний процес
- Юридичне тлумачення
- Екологічне право
- Адміністративне право
- Право у сфері освіти